# Zetor 11441
Zetor 11441 – czeski ciągnik rolniczy z grupy Zetorów Forterra.

## Dane techniczne
Silnik
- Model Z 1403
- Typ turbodoładowany z intercoolerem
- System chłodzenia chłodzony cieczą
- Liczba cylindrów 4
- Pojemność (cm³) 4156
- Moc maksymalna [kW] / [KM] 81 / 110
- Maksymalna prędkość obrotowa (obr./min) 2200
- Maks. moment obrotowy silnika (Nm/obr) 480/1500
- Zapas momentu obrotowego % 36
- Średnica cylindra / skok tłoka (mm) 105x120
- Tier II

Sprzęgło
- Jednostopniowe, suche, 325 mm, sterowane hydraulicznie

Skrzynia przekładniowa
- Mechaniczna, w pełni zsynchronizowana z trójstopniowym wzmacniaczem
- Liczba biegów przód/tył 24/18
- Max. prędkość(km/h) 40

Wał odbioru mocy
- Zależny i niezależny
- Prędkość (obr/min) 540 / 1000
- mokre, wielotarczowe sprzęgło

Przedni most napędowy
- Automatyczna blokada mechanizmu różnicowego typu limited slip
- Oscylacja +/- 12 stopni

Hamulce
- Hydrauliczne, tarczowe mokre
- Inst. ster. hamulcami przyczep pneumatyczne lub hydrauliczne

Układ kierowniczy
- Hydrostatyczny

Układ hydrauliczny
- EHR Bosh
- TUZ kategorii II
- Siła podnoszenia (Kn) 58,5
- Udźwig podnośnika (kg) 5850
- Rozdzielacz 2 lub 3 sekcyjny
- Wydatek pompy (l / min.) 60 / 70 (opcja)
- Ciśnienie nominalne (Mpa) 18

Kabina bezpieczna BK 7341
- Tłumik umiejscowiony w narożniku kabiny

Ogumienie
- Przód 14,9-24
- Tył 18,4-38

Rozstaw kół (mm) 
- Przód 1710 - 2010
- Tył 1500 - 1800

Zbiornik paliwa
- 180 l

Wymiary (mm)
- Długość 4975
- Wysokość 2827
- Szerokość przy standardowym ogumieniu 2192
- Masa bez obciążników (kg) 4617